# Деление столбиком

Процесс деления столбиком (англо-американская запись) числа 1 260 257 на число 37

Деление столбиком (также известное как деление уголком) — стандартная процедура в арифметике, предназначенная для деления простых или сложных многозначных чисел за счёт разбивания деления на ряд более простых шагов. Как и во всех задачах на деление, одно число, называемое делимым, делится на другое, называемое делителем, производя результат, называемый частным. Этот способ позволяет выполнять деление произвольно больших чисел, разбивая процесс на серию последовательных простых шагов.
В Европу этот метод деления попал от арабов и получил названия «золотого деления» (по сравнению с гораздо более сложным «железным делением» на абаке, применявшимся ранее). Он долгое время конкурировал с делением «методом галеры», который выгодно отличается отсутствием умножения на многозначные числа.

## Обозначение в Бельгии, Испании, Франции, Монголии и на постсоветском пространстве
На постсоветском пространстве делитель располагается справа от делимого, отделяемого от него вертикальной чертой. Деление также происходит в столбик, но частное (результат) записывается ниже делителя и отделяется от него горизонтальной чертой.
```
    8420│
4    
               500│
4    

   -
8
   │2105               -
4
  │125
     4                       10
   -
 4
                      -
 8

      20                      20
    - 
20
                     -
20

       0                       0
```

## Обозначение в Германии
- В некоторых странах Европы применяется другое обозначение. Вычисление абсолютно такое же, но записывается иначе, как показано на примере:

```
     959 ÷ 7 => 
1
3
7
   (Пояснение) 
     
7
                ( 7 ×  
1
 =  7)
     
2
5               ( 9 -  7 =  
2
)
     
21
               ( 7 ×  
3
 = 21)
      
4
9              (25 - 21 =  
4
)
      
49
              ( 7 ×  
7
 = 49)
       0              (49 - 49 =  0)
```

и
```
     127 ÷ 4 = 31.75      (12 - 12 = 0 который записан на следующей линии)                    
      07        (семь переносится из делимого 127) 
       
4
       
       3.0      (3 - это остаток, который разделён на 4 для получения 0.75)
       
2 8
      (7 × 4 = 28)
         20     (дополнительный ноль переносится)
         
20
     (5 × 4 = 20)
          0
```

## Обозначение в Нидерландах
Вычисление абсолютно такое же, но записывается иначе (делитель располагается слева от делимого), как показано на примере деления 135 на 11 (с результатом 12 и остатком 3):
```
  11 / 135 \ 12
       11
       --
        25
        22
        --
         3
```

## Обозначение в США и Великобритании
При делении на бумаге не используются символы косой черты (/) или обелюса (÷). Вместо этого делимое, делитель и частное (в процессе нахождения) располагаются в таблице. Пример деления 500 на 4 (с результатом 125):
```
    
 
1
2
5
     (Пояснение)
   4|500
     
4
        (4 ×  
1
 = 4)
     
1
0       (5 −  4 = 
1
)
      
8
       (4 ×  
2
 = 8)
      
2
0      (10 − 8 = 
2
)
      
20
      (4 ×  
5
 = 20)
       0      (20 − 20 = 0)
```

Пример деления с остатком:
```
    
  31.75
     
   4|127
     
12
         (12 − 12 = 0, который записан на следующей линии)                    
      07        (семь переносится из делимого 127) 
       
4
       
       3.0      (3 — это остаток, который разделён на 4 для получения 0.75)
       
2 8
       (7 × 4 = 28)
         20     (дополнительный ноль переносится)
         
20
     (5 × 4 = 20)
          0
```

1. Во-первых, обратите внимание на делимое (127), чтобы определить может ли делитель (4) вычитаться из него (в нашем случае не может, так как мы имеем единицу как первую цифру и мы не можем использовать отрицательные числа, поэтому нельзя написать −3)
2. Если первая цифра недостаточно велика, мы берём вместе с ней следующую цифру. Таким образом в нашем распоряжении как первое число теперь будет число 12.
3. Возьмите максимальное число четвёрок, которое может быть вычтено из первого числа. В нашем случае из 12 может быть вычтено 3 четвёрки
4. В частном (над второй цифрой делимого, так как это последняя цифра которая используется) напишите получившуюся тройку, а под делимым число 12
5. Вычтите 12, которую вы написали, из соответствующего числа выше него (результат будет, конечно, 0)
6. Повторите первый шаг
7. Так как 0 — неподходящее число для делимого, перенесите следующую цифру из делимого (7). В результате получится 07
8. Повторите шаги 3, 4 и 7
9. У вас будет число 31 в частном, 3 в качестве остатка и больше ни одного числа в делимом
10. Можно продолжить деление, получая в частном десятичную дробь: добавьте к частному справа точку, а к остатку (3) справа ноль и продолжайте деление, добавляя ноль всякий раз, когда делимое меньше делителя (4)